# Гришестав
Гришестав — деревня в Троицко-Печорском районе республики Коми в составе сельского поселения Нижняя Омра на расстоянии примерно 24 километров по прямой от поселка Троицко-Печорск на запад.

## География
Находится в западной части района на расстоянии примерно 24 километров на запад от поселка Троицко-Печорск.

## Климат
Климат умеренно-континентальный, лето короткое и умеренно-прохладное, зима многоснежная, продолжительная и холодная. Среднегодовая температура −1.2 градусов С, при этом средняя температура января равна −18 градусов С, июля 16 градусов С. Продолжительность отопительного периода равна 254 суткам при среднесуточной температуре −7,40 градусов С. Устойчивый снежный покров образуется в среднем в 26 октября и продолжается до 14 мая. Средняя высота снежного покрова за зиму незащищенных участков — 74 см, максимальная — 116 см, минимальная — 38 см.
Часовой пояс
Деревня Гришестав находится в часовой зоне МСК (московское время). Смещение применяемого времени относительно UTC составляет +3:00.

## История
Деревня основана в 1859 году как выселок Гриша-став, в котором было три двора на 17 человек. Проживали 17 человек. К 1892-му численность возросла до 30 человек. В 1926 году выселок переименовали в деревню Гришестав. В то время насчитывалось восемь дворов и 35 жителей. В советское время работали колхозы «Октябрина» и им Мичурина. До 1970 года население неуклонно росло, а потом началось сокращение: с 59 человек до 46 в 1979 году.

## Население
| 2010 |
| ---- |
| 13   |

Постоянное население составляло 16 человек в 2002 году (коми 82 %), 13 человек в 2010 году.